# Episodi di Upload (seconda stagione)
La seconda stagione della serie televisiva Upload, composta da 7 episodi, è stata interamente pubblicata su Prime Video l'11 marzo 2022.
| nº | Titolo                  | Pubblicazione |
| -- | ----------------------- | ------------- |
| 1  | Welcome Back, Mr. Brown | 11 marzo 2022 |
| 2  | Dinner Party            | 11 marzo 2022 |
| 3  | Robin Hood              | 11 marzo 2022 |
| 4  | Family Day              | 11 marzo 2022 |
| 5  | Mind Frisk              | 11 marzo 2022 |
| 6  | The Outing              | 11 marzo 2022 |
| 7  | Download                | 11 marzo 2022 |

## Welcome Back, Mr. Brown
- Titolo originale: Welcome Back, Mr. Brown
- Diretto da: Dee Rees
- Scritto da: Izzy Kadish

### Trama
Nora viene condotta dal padre Dave in una comunità luddista, dove la tecnologia è completamente bandita. La ragazza si ambienta subito, tanto da diventare guida nel giro di poche settimane e non sentire la nostalgia della città. In ciò è agevolata dall'aver conosciuto Matteo, uno dei leader della comunità, che le insegna come coltivare il terreno. Alla Horizen la povera Aleesha si ritrova a dover gestire, oltre ai suoi clienti, anche quelli di Nora. Per incentivarla, il capo Lucy la promuove junior manager e le consente di avere uno stagista.
Nathan torna nel mondo dei Due Giga dopo due settimane di ibernazione, poiché Ingrid ha dovuto prima organizzare il loro soggiorno a Lake View. La presenza di Ingrid è vissuta da Nathan come un intralcio, al punto da dedicarsi assiduamente alla palestra pur di trascorrere meno tempo possibile in compagnia della fidanzata. Nathan cerca di mettersi in contatto con Nora, ma non riesce a rintracciarla perché la ragazza ha abbandonato i dispositivi elettronici nel bosco e l'ultimo segnale è stato inviato 21 giorni prima. Il detective Soto della divisione crimini informatici inizia a indagare sulla morte dell'uomo ucciso da Nathan in ascensore. Aleesha assume una giovane ragazza di nome Tinsley come assistente.
Ingrid promette a Nathan che farà di tutto per riconquistare il suo amore. Nel frattempo, uscita dalla comunità per sbrigare delle commissioni all'ufficio postale, Nora si collega al suo account e adotta l'avatar di un gatto per sbirciare Nathan a Lake View. Proprio in quel momento lo vede baciarsi con Ingrid, senza sapere che si trattava di un momento passeggero. Dopo che Ingrid si è addormentata, Nathan esce sul balcone e lascia un messaggio a Nora per dirle che la ama. La giovane però non può ascoltarlo perché è tornata in comunità, avvicinandosi sempre di più a Matteo.

## Dinner Party
- Titolo originale: Dinner Party
- Diretto da: Jeffrey Blitz
- Scritto da: Lauren Houseman

### Trama
Nora e Matteo si sono fidanzati. La loro relazione non è vista di buon occhio dal pastore Rob, il fondatore della comunità, che vorrebbe da parte di Nora una presenza più consona ai doveri del gruppo. Per dimostrare al pastore Rob che Nora può essere una risorsa parecchio utile alla loro causa, Matteo le chiede di aiutarlo a costruire l'avatar di Boris Netherlands, una spia da infiltrare a Lake View. Colpito dalle abilità di programmazione di Nora, Matteo la propone agli altri capi come agente da mandare in prima linea a Lake View.
Ingrid organizza una cena per familiarizzare con gli altri ospiti di Lake View. Deluso dall'ennesima ricerca a vuoto di Nora, Nathan sceglie di mostrarsi accomodante nei confronti della fidanzata e accoglie positivamente la sua idea della cena. Lucy vuole che Aleesha e la nuova arrivata Tinsley servano come cameriere alla cena di Ingrid. Essendo appena stata assunta, Tinsley non ha un avatar e prende quello di Nora. Vedendo Nora, Nathan si allarma, ma ben presto si rende conto che non è la vera Nora. A cena terminata, Nathan ringrazia Tinsley per essersi comportata in modo professionale.

## Robin Hood
- Titolo originale: Robin Hood
- Diretto da: Jeffrey Blitz
- Scritto da: Maxwell Theodore Vivian

### Trama
Nora viene accoppiata all'agente Ivan Spelich e inizia la sua missione che consiste nel tornare alla Horizen per sostenere un colloquio per il dipartimento design. L'obiettivo non è farsi assumere, visto che difficilmente verrà presa in considerazione, ma semplicemente iniziare a carpire qualche informazione utile. Ingrid sta nascondendo un importante segreto a Nathan. La ragazza infatti non è arrivata a Lake View perché morta nella vita reale, bensì indossando una tuta speciale che le permette di teletrasportarsi nell'upload mentre si trova nella vasca da bagno di casa sua. L'uso prolungato della tuta provoca a Ingrid un'infezione vaginale, costringendola quindi a pagare una donna che la sostituisca. Nathan riceve la telefonata della madre Viv che gli comunica di avere problemi a pagare l'affitto, con il rischio di pignoramento della casa.
Nathan inizia ad agire come Robin Hood, rubando giga ai facoltosi ospiti di Lake View per donarli agli sfortunati Due Giga. La finta Ingrid accetta di essere coinvolta nella truffa di Nathan e Luke, partecipando alla serata poker per spillare soldi al benestante David Choak. Nathan modifica di nascosto i codici delle carte, affinché escano quelle favorevoli a Ingrid. Nel frattempo, il detective Soto entra alla Horizen con un mandato di perquisizione. Nora sta sostenendo il colloquio con Craig Munthers, il direttore del dipartimento design, richiamato da Lucy perché bisogna andare a Lake View a cercare la penna modifica-codice che qualcuno ha rubato. Nora approfitta della momentanea assenza di Craig per aiutare Nathan, impossibilitato a modificare il codice, proprio quando Ingrid ha chiamato l'all in. La vera Ingrid torna a vestire i propri panni, ignorando quanto è successo.
Il detective Soto osserva le immagini delle telecamere il giorno del delitto in ascensore, scovando Nora intenta a correre.

## Family Day
- Titolo originale: Family Day
- Diretto da: Athīna Rachīl Tsaggarī
- Scritto da: Anna Ssemuyaba

### Trama
Matteo, Ivan e Nora fanno irruzione alla Suny Purchase, un laboratorio in cui sono conservati i corpi di alcuni upload. Essi sono tenuti in vita dalle macchine mentre si sta riformando il cranio, polverizzato quando muoiono per fare l'upload. Una volta completato questo processo, potranno tornare alla vita terrestre attraverso il download. Matteo inizia a staccare le macchine perché nella sua visione gli upload sono dei parassiti che non meritano una seconda occasione.
A Lake View è il Family Day, una giornata dedicata ai familiari degli upload che possono visitare il resort attraverso la stessa tuta indossata da Ingrid. Costei esprime alla sua terapista il desiderio di diventare madre, ma Nathan non ha voluto comprarle un bebè digitale. Nora ha avuto il posto di ingegnere del design alla Horizen e quindi partecipa al Family Day, finendo inevitabilmente per incontrare Nathan. Il giovane non approva la sua scelta di entrare nel movimento luddista, ritenendo Nora una persona intelligente per capire la differenza tra bene e male. Matteo consegna a Nora un virus che dovrà posizionare nella cabina del concierge, dimostrando di essere veramente coinvolta nella loro causa. Nora esegue e i concierge iniziano a diffondere il messaggio dei luddisti che preannunciano la fine di Lake View. È la stessa Nora, rientrata in ufficio, a fermare il virus e guadagnarsi gli applausi dei nuovi colleghi del reparto IT.
Nathan accoglie la richiesta di Ingrid e accetta di comprarle un bebè digitale.

## Mind Frisk
- Titolo originale: Mind Frisk
- Diretto da: Athīna Rachīl Tsaggarī
- Scritto da: Megan Neuringer

### Trama
In conseguenza all'attacco dei luddisti a Lake View, vengono varate misure restrittive. La principale di esse è Mind Frisk, un software che permette di controllare i pensieri degli upload e scoprire se tra loro c'è qualche simpatizzante della causa luddista. Nora litiga con Matteo, il quale è ancora più determinato a distruggere Lake View, e lo costringe a dormire sul divano. Luke non dorme da tre giorni, avendo intuito che qualcuno vuole entrare nella sua mente. Il problema è che gli upload non possono stare troppo tempo svegli, poiché il sonno serve a deframmentare il loro cervello che altrimenti potrebbe distruggersi. Aleesha riesce nell'impresa di farlo addormentare, non prima di aver scoperto che i sogni di Luke sono su di lei in atteggiamenti erotici.
Nathan è preoccupato perché al Family Day ha visto il padre di Ingrid gironzolare a Lake View. Tuttora convinto che sia il suocero ad averlo ucciso, Nathan chiede l'aiuto di Nora per poter accedere a Mind Frisk e capire chi tra gli upload può essere un complice. Dal computer risulta che David Choak sta pensando a lui. Ascoltandone i pensieri, Nathan e Nora scoprono che è stato Choak ad assoldare lo sgherro che ha tentato di uccidere Nora. Ora costui si trova a Lake View, dato che è stato lo stesso Choak a fargli fare l'upload dopo la morte in ascensore. Intanto, Ingrid acquista un bebè digitale che cresce talmente in fretta da passare in una giornata dall'essere neonato al morire anziano, senza aver mai avuto un nome.
Nathan e Nora giocano uno scherzo a Choak, disabilitando i filtri ai suoi pensieri e divulgando quello che pensa degli upload di Lake View.

## The Outing
- Titolo originale: The Outing
- Diretto da: Jeffrey Blitz
- Scritto da: Yael Green

### Trama
David Choak incontra il fratello Brian, annunciandogli che si farà downlodare in un robot per andare a Manhattan e occuparsi di un affare importante. Nathan e Nora decidono di approfittarne per pedinarlo, così organizzano una "gita virtuale" a quattro con Luke e Aleesha, fingendo si tratti di un favore a Luke che non ha mai visto New York. Ingrid subisce un'ispezione per valutare se è una buona madre e può avere un bebè digitale. Ingrid viene richiamata nella vita reale dall'arrivo della madre e del fratello, preoccupati perché sta sempre in casa nella vasca da bagno. Ingrid replica che avrà un figlio e riuscirà a essere felice, nonostante una famiglia che le ha sempre remato contro.
Nathan e Nora scoprono che all'interno della Choak Tower è presente anche Freeyond, il che è parecchio strano. Ben presto le vere intenzioni di questa gita newyorkese vengono a galla, con Aleesha che si offende perché Nora non è stata sincera con lei. In compenso, il viaggio è stato molto utile perché ha permesso a Nora e Nathan di scoprire qualcosa di più su Freeyond. Infatti, la distribuzione delle sedi della società è parecchio anomala, con un solo ufficio nelle grandi città (come New York, nel Queens) e parecchie sedi nei luoghi più remoti. Nora intuisce che l'obiettivo di Freeyond è presidiare gli Swing state per assicurare consenso elettorale attraverso il sogno dell'upload.
Inaspettatamente Ingrid supera la prova e ottiene il bebè digitale. La ragazza si reca nell'hub in cui è conservato il corpo mortale di Nathan, promettendogli che presto gli farà fare il download e potranno finalmente essere felici nella vita reale.

## Download
- Titolo originale: Download
- Diretto da: Jeffrey Blitz
- Scritto da: Owen Daniels

### Trama
Nathan è stanco della vita cristallizzata di Lake View e vuole tentare a tutti i costi il download, anche se è una pratica sperimentata soltanto sui piccioni e che peraltro non ha dato risultati entusiasmanti. Gli unici alleati che possono aiutarlo nell'impresa sono i luddisti, così combina con Nora una missione per recuperare il suo corpo nell'hub di Los Angeles ed effettuare il download. Quando Ingrid pretende che sia lui a portare in grembo loro figlio, Nathan decide di rompere definitivamente con la fidanzata, soprattutto dopo avergli rivelato che non è morta e per tutto questo tempo ha usato la tuta. Nora e Matteo raggiungono la comunità, ottenendo l'assenso del Pastore Rob per la missione. Aleesha ha ottenuto una nuova promozione in Horizen, adesso è vicepresidente e Lucy le propone di acquistare un appartamento di lusso, che ben si confà al suo nuovo tenore di vita. All'insaputa di Nathan, sua madre Viv è in coda per andare in upload e potersi riunire con il figlio.
Nora e i luddisti fanno irruzione nell'hub di Los Angeles, sequestrando il receptionist e raggiungendo le vasche dei corpi. Qui trovano Ingrid che sta vegliando Nathan, millantando che riusciranno a tornare insieme. Nora riesce a convincerla a farsi una ragione che la loro storia è finita, che Ingrid potrà trovare un altro ragazzo che la amerà davvero e che deve permettere a Nathan di essere felice. Ingrid accetta e il download sembra avere successo, con Nathan che torna in vita e abbraccia Nora davanti a una delusa Ingrid. I luddisti tornano a New York, con Nathan e Nora liberi di appartarsi in cabina e poter finalmente coronare il loro amore. Nel frattempo, Aleesha accetta la proposta di Lucy di diventare vicepresidente e stabilirsi nel nuovo appartamento, rinnegando quindi l'amicizia con Nora che ormai non vede praticamente più.
Tinsley non riesce a rintracciare Nathan su Lake View. Una collega più esperta le suggerisce di ripristinare il backup. Ingrid recupera da un vecchio pettine un capello di Nathan, da usare per concepire un figlio. Nathan si alza dal letto del treno per darsi una rinfrescata, quando comincia a perdere sangue dal naso.